# ザブー・ブライトマン
ザブー・ブライトマン（Zabou Breitman、1959年10月30日 - ）は、フランスの女優・映画監督。本名はイザベル・ブライトマン（Isabelle Breitman：発音例）。1999年頃から現在の芸名を用いており、その前はザブー（Zabou）と名乗っていた。ザブー・ブレトマンとも表記される。

## 略歴
パリ出身。祖父はモルドバ系移民の医師リュシアン・ブライトマン、父は俳優で脚本家のジャン＝クロード・ドレ（本名はクロード・ブライトマン、ドレは母方の姓）、母は元女優セリーヌ・レジェ。
1964年に両親が出演したテレビ・シリーズ『Thierry la Fronde』の1エピソードに少女役で登場し、その際は La petite Isabelle（イザベルちゃんの意）とクレジットされた。
1980年のドロテ主演のシャン・ド・マルス公園でのクリスマス興行『Dorothée au pays des chansons』に配役され、本格デビュー。その際、ザブーと名乗る。翌年はオランピア劇場公演に続いて、国内順延する。その後は彼女のTV番組にも出演。
1982年公開の『Elle voit des nains partout !』のヒロイン、白雪姫役で映画デビュー。以来、『ラ・ブーム2』、『ゴールド・パピヨン』に出演してコメディエンヌぶりを発揮。『Billy Ze Kick』（1985年）で評判となり、セザール賞有望若手女優賞にノミネート。
1987年、ロジェ・プランション演出でモリエール作『ジョルジュ・ダンダン』にアンジェリーク役で出演し、ヴィルールバンヌ国立劇場にデビュー。国内巡演後、その映画版『Dandin』（1989年）にも出演。
1991年よりアニエス・ジャウイ＆ジャン＝ピエール・バクリ作・共演『Cuisine & Dépendances』に主演し、これが大評判となり、ロングラン（モリエール賞作品賞他4部門受賞）。その映画化『キッチンでの出来事』（1992年）にも出演したが、舞台の合間に出演したコリーヌ・セローの『女と男の危機』の演技でセザール賞助演女優賞候補となった。
その後も、ジャック・ウェベール演出『タルチュフ』（1994年）、ミシェル・ブラン脚色も話題となったアラン・エイクボーン作『あなたに会えてよかった〜Communicating Doors〜』（1994年）といった喜劇や、アリエル・ドーフマン作『死と乙女』（1997年）、デイヴィッド・ヘア作『スカイライト』（1998年）とシリアスな作品にも挑戦。2014年にはヤスミナ・レザ作『Comment vous racontez la partie』仏初演を主演した。
2001年からは監督も手掛け、初監督作品である『記憶の森』でセザール賞最優秀長編第1回作品賞を受賞している。
2004年1月にアトリエ座で初演された、イザベル・カレ主演、ロラン・トポール作『L'Hiver sous la table』で舞台演出家としても活動を開始。2013年にはコメディ・フランセーズの依頼でジョルジュ・フェドー作『システム・ラバディエ』(ヴィユ・コロンビエ劇場上演)を演出。2014年はパリ・オペラ座新演出によるモーツァルト作曲『後宮からの誘拐』でオペラ演出家デビューした。
彫刻家ファビアン・シャロンと暮らし、娘アンナ・シャロン（1990年生）と息子アントナン・シャロン（1993年生）をもうけている。なお、2人は『記憶の森』に出演して以来、俳優としても活動している。

## 主な出演作品
- Elle voit des nains partout ! (1982)
- 『ラ・ブーム2』 La Boum 2 (1982)
- Banzaï (1983)
- 『ゴールド・パピヨン』 The Perils of Gwendoline in the Land of the Yik-Yak (1984)
- Une femme ou deux (1985) ※VHSスルー題「シガニー・ウィーバーの大発掘」
- Billy Ze Kick (1985)  ※セザール賞有望若手女優賞ノミネート
- 『変身する女』 La travestie (1988)
- 『セ・ラ・ヴィ』 La Baule-les-Pins (1990)
- 『パリの天使たち』 Une époque formidable... (1991)
- 『女と男の危機』 La crise (1992) ※セザール賞助演女優賞ノミネート
- Cuisine et Dépendances (1992) ＊フランス映画祭上映題「キッチンでの出来事」
- Tenue correcte exigée (1996) ＊フランス映画祭上映題「正装のご用意を」
- 『ナルコ』 Narco (2004)
- Le Parfum de la dame en noir (2004) TV5MONDE放映題「黒衣婦人の香り」「黒ドレスの女の香り」
- Le Double de ma moitié (1999年) TV5MONDE放映題「替え玉」
- Les insoumis (2008) ※DVDスルー題「クロス・ファイヤー」
- Les Ailes pourpres : Le Mystère des flamants (2008) ＊『ディズニーネイチャー/フラミンゴに隠された地球の秘密』の仏語版ナレーション
- Notre Dame des barjots (2010／テレビ映画) TV5MONDE放映「ノートル＝ダム・デ・バルジョ」
- L'exercice de l'État (2011) ※DVDスルー題「大臣と影の男」 ＊セザール賞助演女優賞ノミネート
- 『アンタッチャブルズ』 De l'autre côté du périph (2012)
- Des morceaux de moi (2013) TV5MONDE放映題「エレルのすべて」
- Fais pas ci, fais pas ça (2013／TVシリーズ・シーズン6) TV5MONDE放映題「あれもダメ、これもダメ」
- 24 jours (2014) TV5MONDE放映題「イラン・アリミ誘拐事件の真実」
- Belle comme la femme d'un autre (2014) TV5MONDE放映題「美しいものに罠あり!」
- 『ポウリーンの命運』La Loi de Pauline : Mauvaise Graine (2016) - テレビ映画[2]。
- 『目元が似てる君へ』Il a déjà tes yeux (2016)[3]

## 主な監督作品
- Se souvenir des belles choses (2001) ＊第10回フランス映画祭横浜2002上映題「記憶の森」[4]
- No et moi (2010) ＊TV5MONDE放映題「ノーと私」
- 『カブールのツバメ』Les_Hirondelles_de_Kaboul (2019) - アニメーション[5]。